# Anthurium longissimum
Anthurium longissimum là một loài thực vật có hoa trong họ Ráy (Araceae). Loài này được Pittier miêu tả khoa học đầu tiên năm 1947.